# (17010) 1999 CQ72
A (17010) 1999 CQ72 a Naprendszer kisbolygóövében található aszteroida. A LINEAR projekt keretében fedezték fel 1999. február 12-én.